# George Frederick Wootten
Sir George Frederick Wootten, CB, KBE, DSO, avstralski general, * 1. maj 1893, † 31. marec 1970.